# Eleventh Hour (série télévisée, 2006)
Cet article concerne la série télévisée britannique. Pour la série télévisée américaine, voir Eleventh Hour (série télévisée, 2008).
Pour les articles homonymes, voir The Eleventh Hour.
La Onzième heure (Eleventh Hour) est une série télévisée britannique en quatre épisodes de 90 minutes, créée par Stephen Gallagher et diffusée entre le 19 janvier 2006 et le 9 février 2006 sur ITV.

## Synopsis
Les progrès scientifiques nous ont permis de vivre mieux et plus longtemps que jamais auparavant, mais il y a ceux qui exploitent les nouvelles technologies pour causer de grands dégâts.
Ian Hood, un ancien professeur de physique, a été recruté par le gouvernement pour résoudre les problèmes de catastrophes humaines et le potentiel des tragédies causées par la science moderne. Un sens aigu de la perception et une grande soif de connaissances font de lui une arme dans la lutte pour la bonne science.

## Distribution
- Patrick Stewart (VF : Bernard Demory) : Professeur Ian Hood
- Ashley Jensen (VF : Blanche Ravalec) : Rachel Young

## Épisodes
1. Résurrection (Resurrection)
2. Risque de pandémie (Containment)
3. Code secret (Kryptos)
4. Miracle (Miracle)

## Commentaires
Un remake, également appelé Eleventh Hour, a été réalisé en 2009 par CBS.